# Micrópilo

Esquema de un óvulo en gimnospermas y angiospermas mostrando la posición de la micrópila.

En botánica, el micrópilo o la micrópila es una abertura u orificio, a modo de canalículo, que se halla en la porción apical de los óvulos o rudimentos seminales. Este canalículo se halla delimitado por uno o por los dos tegumentos del óvulo. En este último caso,  la abertura limitada por el tegumento interno se llama «endóstoma», y la abertura dejada por el tegumento externo es el «exóstoma» y la micrópila se dice «biestomática». Ambas aberturas pueden coincidir perfectamente o estar ligeramente desplazadas. En este último caso, cuando se observa el óvulo en corte longitudinal, la micrópila se describe como «micrópila en zig-zag».